# Areas formosana
Areas formosana là một loài bướm đêm thuộc phân họ Arctiinae, họ Erebidae.